# Vultcherius
Vultcherius (bl. im 10. Jahrhundert) war Bischof von Sitten.
Dieser Bischof ist lediglich durch eine 1896 bei archäologischen Grabungen im Hof von Le Martolet nahe der Abtei Saint-Maurice entdeckte Grabinschrift bezeugt. Aufgrund epigrafischer und namenskundlicher Überlegungen wird seine Amtszeit in das 10. Jahrhundert datiert.